# Král sokolů
Král sokolů je koprodukční polsko-maďarsko-německo-francouzsko-česko-slovenská filmová pohádka z roku 2000 režiséra Václava Vorlíčka, natočená podle novely Sokolník Tomáš Jozefa Cígera Hronského. Film byl v českých kinech premiérově uveden 9. března 2000. Česká televizní premiéra se odehrála na stanici ČT1 24. prosince 2000, kdy byl odvysílán jako štědrovečerní pohádka České televize.
Film byl natáčen ve slovenských exteriérech, jako jsou Krásna Hôrka, Orava, Súľov, Turiec a Vysoké Tatry. Film byl posledním kameramanským počinem Emila Sirotka.  

## Obsazení
- Braňo Holiček jako Tomáš
- Juraj Kukura jako hradní pán Balador
- Klára Jandová jako Formína
- Waldemar Kownacki jako Vagan (dabuje Alois Švehlík)
- Jiří Langmajer jako Iver
- Manuel Bonnet jako Donát (dabuje Ladislav Županič)
- Sándor Téri jako Gustav
- Michał Sieczkowski jako Ostrik (dabuje Jaroslav Žvásta)
- Marta Sládečková jako Kateřina
- Agnieszka Wagner jako Žofie
- Andrej Mojžiš jako Metoděj (dabuje Dalimil Klapka)
- Ľubomír Kostelný jako Vincek
- Ľudovít Cittel jako Zubor
- Barbora Baráthová jako Agáta
- Erik Peťovský jako Štefan
- Vladimír Jedľovský jako otec (dabuje Vladimír Čech)
- František Desset
- Zlatica Gillová
- Ladislav Hrušovský
- Emil Kosír
- Miroslav Kasprzyk
- Igor Latta
- Jozef Longauer
- Vladimír Rohoň